# FK Laktaši
FK Laktaši este o echipă de fotbal din Laktaši, Republika Srpska, Bosnia și Herzegovina. Clubul joacă în Prima Ligă Bosniacă.

## Lotul actual de jucători
As of ianuarie, 2016.
| Nr. |                       | Poziție | Jucător           |
| --- | --------------------- | ------- | ----------------- |
|     | Bosnia și Herțegovina | P       | Đurađ Lakić       |
|     | Bosnia și Herțegovina | P       | Bojan Ivančević   |
|     | Bosnia și Herțegovina | F       | Branko Keleman    |
|     | Bosnia și Herțegovina | F       | Davor Telić       |
|     | Bosnia și Herțegovina | F       | Bojan Trninić     |
|     | Bosnia și Herțegovina | F       | Mihailo Šipovac   |
|     | Bosnia și Herțegovina | F       | Stefan Trninić    |
|     | Bosnia și Herțegovina | F       | Dario Oroz        |
|     | Bosnia și Herțegovina | F       | Milan Đurić       |
|     | Bosnia și Herțegovina | F       | Jovan Sukara      |
|     | Bosnia și Herțegovina | F       | Živko Lekić       |
|     | Bosnia și Herțegovina | F       | Dejan Matijašević |

| Nr. |                       | Poziție | Jucător            |
| --- | --------------------- | ------- | ------------------ |
|     | Bosnia și Herțegovina | M       | Miljan Bajić       |
|     | Bosnia și Herțegovina | M       | Boban Keleman      |
|     | Bosnia și Herțegovina | M       | Bojan Erceg        |
|     | Bosnia și Herțegovina | M       | Slađan Lekić       |
|     | Bosnia și Herțegovina | M       | Đorđe Bujak        |
|     | Bosnia și Herțegovina | M       | Aleksa Radetić     |
|     | Bosnia și Herțegovina | M       | Bojan Milinović    |
|     | Bosnia și Herțegovina | M       | Stefan Savić       |
|     | Serbia                | M       | Marko Bogojević    |
|     | Bosnia și Herțegovina | M       | Slađan Vukoman     |
|     | Bosnia și Herțegovina | M       | Duško Zelić        |
|     | Bosnia și Herțegovina | M       | Stefan Maksimović  |
|     | Serbia                | A       | Uroš Stamenković   |
|     | Bosnia și Herțegovina | A       | Dejan Smiljanić    |
|     | Bosnia și Herțegovina | A       | Saša Erceg         |
|     | Bosnia și Herțegovina | A       | Saša Vukosavljević |

## Jucători notabili
- Zlatko Djoric
- Dejan Djuranovic